# サターン助演男優賞
サターン助演男優賞（サターンじょえんだんゆうしょう、Saturn Award for Best Supporting Actor）は、サターン賞の部門の一つ。映画部門は第3回（1975年度）より、テレビ部門は主演部門より3年後の第26回（1999年度）より設置された。

## 各年の結果

### 1970年代
- 1975年度（第3回）：マーティ・フェルドマン 『ヤング・フランケンシュタイン』
- 1976年度（第4回）：ジェイ・ロビンソン 『Train Ride to Hollywood』（原題）
- 1977年度（第5回）：アレック・ギネス 『スター・ウォーズ エピソード4/新たなる希望』
- 1978年度（第6回）：バージェス・メレディス 『マジック』
- 1979年度（第7回）：アート・ジョンソン 『ドラキュラ都へ行く』

### 1980年代
- 1980年度（第8回）：スキャットマン・クローザース 『シャイニング』
- 1981年度（第9回）：バージェス・メレディス 『タイタンの戦い』
- 1982年度（第10回）：リチャード・リンチ 『マジック・クエスト/魔界の剣』
- 1983年度（第11回）：ジョン・リスゴー 『トワイライトゾーン/超次元の体験』
- 1984年度（第12回）：トレイシー・ウォルター 『レポマン』
- 1985年度（第13回）：ロディ・マクドウォール 『フライトナイト』
- 1986年度（第14回）：ビル・パクストン 『エイリアン2』
- 1987年度（第15回）：リチャード・ドーソン 『バトルランナー』
- 1988年度（第16回）：ロバート・ロッジア 『ビッグ』
- 1989・90年度（第17回）：トーマス・F・ウィルソン 『バック・トゥ・ザ・フューチャー PART2』

### 1990年代
- 1991年度（第18回）：ウィリアム・サドラー 『ビルとテッドの地獄旅行』
- 1992年度（第19回）：ロビン・ウィリアムズ 『アラジン』
- 1993年度（第20回）：ランス・ヘンリクセン 『ハード・ターゲット』
- 1994年度（第21回）：ゲイリー・シニーズ 『フォレスト・ガンプ/一期一会』
- 1995年度（第22回）：ブラッド・ピット 『12モンキーズ』
- 1996年度（第23回）：ブレント・スパイナー 『スタートレック ファーストコンタクト』
- 1997年度（第24回）：ヴィンセント・ドノフリオ 『メン・イン・ブラック』
- 1998年度（第25回）：イアン・マッケラン 『ゴールデンボーイ』
- 1999年度（第26回）：マイケル・クラーク・ダンカン 『グリーンマイル』

### 2000年代
- 2000年度（第27回）：ウィレム・デフォー 『シャドウ・オブ・ヴァンパイア』
- 2001年度（第28回）：イアン・マッケラン 『ロード・オブ・ザ・リング』
- 2002年度（第29回）：アンディ・サーキス 『ロード・オブ・ザ・リング/二つの塔』
- 2003年度（第30回）：ショーン・アスティン 『ロード・オブ・ザ・リング/王の帰還』
- 2004年度（第31回）：デビッド・キャラダイン 『キル・ビル Vol.2』
- 2005年度（第32回）：ミッキー・ローク 『シン・シティ』
- 2006年度（第33回）：ベン・アフレック 『ハリウッドランド』
- 2007年度（第34回）：ハビエル・バルデム 『ノーカントリー』
- 2008年度（第35回）：ヒース・レジャー 『ダークナイト』
- 2009年度（第36回）：スティーヴン・ラング 『アバター』

### 2010年代
- 2010年度（第37回）：アンドリュー・ガーフィールド 『わたしを離さないで』
- 2011年度（第38回）：アンディ・サーキス 『猿の惑星: 創世記』
- 2012年度（第39回）：クラーク・グレッグ 『アベンジャーズ』
- 2013年度（第40回）：ベン・キングズレー 『アイアンマン3』
- 2014年度（第41回）：リチャード・アーミティッジ 『ホビット 決戦のゆくえ』
- 2015年度（第42回）：アダム・ドライバー 『スター・ウォーズ/フォースの覚醒』
- 2016年度（第43回）：ジョン・グッドマン 『10 クローバーフィールド・レーン』
- 2017年度（第44回）：パトリック・スチュワート 『LOGAN/ローガン』
- 2018年度（第45回）：ジョシュ・ブローリン 『アベンジャーズ/インフィニティ・ウォー』
- 2019年度（第46回）：ビル・ヘイダー 『IT/イット THE END “それ”が見えたら、終わり。』